# حكومة خالد العظم الثالثة
الحكومة السورية التي تشكلت في 28 ديسمبر 1949، هي الحكومة الثالثة والأربعين في تاريخ سوريا الحديث، والثامنة والعشرون في عهد الجمهورية السورية الأولى، والثانية في ولاية هاشم الأتاسي الثانية، والثالثة برئاسة خالد العظم. تشكلت هذه الحكومة تحت ضغط من كبار ضباط الجيش، الذين وقفوا بوجه أي نوع من التقارب مع العراق على أساس سوريا الكبرى أو وحدة الهلال الخصيب. أقرّت الحكومة تأسيس مرفأ اللاذقية بتمويل من المملكة العربية السعودية، واستقالت بنتيجة الخلاف بين العظم وأكرم الحوراني، حول قضايا تتعلق بتحديد سقف ملكية الأراضي الزراعية بالدستور، بعد نحو ست أشهر من تشكيلها، قوة موقف احلوراني كانت نابعة من كونه ممثل الجيش في الحكومة. كانت هذه الحكومة قد حصلت على الثقة بأغلبية 93 صوت، ولا ثقة 7 أصوات، وامتناع الباقي.

## تشكيلة الحكومة
| الوزير                | الوزارة              |
| --------------------- | -------------------- |
| خالد العظم            | رئيس الوزراء         |
| فيضي الأتاسي          | وزر العدل            |
| فتح الله آسيون        | وزير الصحة           |
| سامي كبارة            | وزير الداخلية        |
| أكرم الحوراني         | وزير الدفاع          |
| هاني السباعي          | وزير التعليم         |
| محمد المبارك          | وزير الأشغال العامة  |
| عبد الباقي نظام الدين | وزير الزراعة         |
| معروف الدواليبي       | وزير الاقتصاد الوطني |
| عبد الرحمن العظم      | وزير المالية         |

| الترتيب | المنصب               | الصورة | شاغل المنصب           | الحزب | الحزب | في المنصب من        | في المنصب حتى | ملاحظات |
| ------- | -------------------- | ------ | --------------------- | ----- | ----- | ------------------- | ------------- | ------- |
| –       | رئيس الوزراء         |        | خالد العظم            |       |       | 27 كانون الأول 1949 | 4 حزيران 1950 |         |
|         | الخارجية             |        | خالد العظم            |       |       |                     |               |         |
|         | العدلية              |        | فيضي الأتاسي          |       |       |                     |               |         |
|         | الصحة والإسعاف العام |        | فتح الله آسيون        |       |       |                     |               |         |
|         | الداخلية             |        | سامي كبارة            |       |       |                     |               |         |
|         | الدفاع الوطني        |        | أكرم الحوراني         |       |       |                     |               |         |
|         | المعارف              |        | هاني السباعي          |       |       |                     |               |         |
|         | الأشغال العامة       |        | محمد المبارك          |       |       |                     |               |         |
|         | الزراعة              |        | عبد الباقي نظام الدين |       |       |                     |               |         |
|         | الاقتصاد الوطني      |        | معروف الدواليبي       |       |       |                     |               |         |
|         | المالية              |        | عبد الرحمن العظم      |       |       |                     |               |         |

## الملاحظات
1. ↑  فراغ الحقل لا يعني بالضرورة أن شاغل المنصب مستقل سياسياً أو غير حزبي، ولكن بسبب عدم توفر المعلومات أو المصادر.